# St Edmundsbury
St Edmundsbury è stato un borough del Suffolk, Inghilterra, Regno Unito, con sede a Bury St Edmunds.
Il distretto fu creato con il Local Government Act 1972, il 1º aprile 1974 dalla fusione del municipal borough di Bury St Edmunds con il distretto urbano di Haverhill, col distretto rurale di Clare ed il distretto rurale di Thingoe.

## Parrocchie civili
- Ampton
- Bardwell
- Barnardiston
- Barnham
- Barningham
- Barrow
- Bradfield Combust with Stanningfield
- Bradfield St. Clare
- Bradfield St. George
- Brockley
- Bury St Edmunds
- Cavendish
- Chedburgh
- Chevington
- Clare
- Coney Weston
- Cowlinge
- Culford
- Denham
- Denston
- Depden
- Euston
- Fakenham Magna
- Flempton
- Fornham All Saints
- Fornham St. Genevieve
- Fornham St. Martin
- Great Barton
- Great Bradley
- Great Livermere
- Great Thurlow
- Great Whelnetham
- Great Wratting
- Hargrave
- Haverhill
- Hawkedon
- Hawstead
- Hengrave
- Hepworth
- Honington
- Hopton
- Horringer
- Hundon
- Ickworth
- Ingham
- Ixworth
- Ixworth Thorpe
- Kedington
- Knettishall
- Lackford
- Lidgate
- Little Bradley
- Little Livermere
- Little Saxham
- Little Thurlow
- Little Whelnetham
- Little Wratting
- Market Weston
- Nowton
- Ousden
- Pakenham
- Poslingford
- Rede
- Risby
- Rushbrooke with Rougham
- Sapiston
- Stansfield
- Stanton
- Stoke-by-Clare
- Stradishall
- Thelnetham
- The Saxhams
- Timworth
- Troston
- Westley
- West Stow
- Whepstead
- Wickhambrook
- Withersfield
- Wixoe
- Wordwell